# Jean Baillairgé
Pour les articles homonymes, voir Baillairgé.
Jean Baillairgé, né le 31 octobre 1726 à Villaret (France) et mort le 6 septembre 1805 à Québec (Bas-Canada), est un charpentier de métier et parfois mentionné comme architecte.
Jean arrive à Québec le 30 août 1741 sur le même navire que le nouvel évêque Henri-Marie du Breil de Pontbriand et pourrait avoir reçu une aide de l'évêque pour se former en menuiserie. Il est certain qu'il reçoit sa formation en Nouvelle-France et qu'il est qualifié dans la production de plans précis. Il reçoit probablement la plus grande partie de sa formation sur chantier, de qui est normal pour cette époque.
Baillairgé se marie en 1750 et participe à la construction de l'église de Sainte-Anne-de-la-Pocatière où lui et sa femme ont déménagé. Ils retournent à Québec par la suite et il acquiert une réputation enviable comme menuisier et constructeur de maisons. Il fait partie de la milice au cours de la guerre de Sept Ans et il s'est battu sur les plaines d'Abraham.

## Travaux

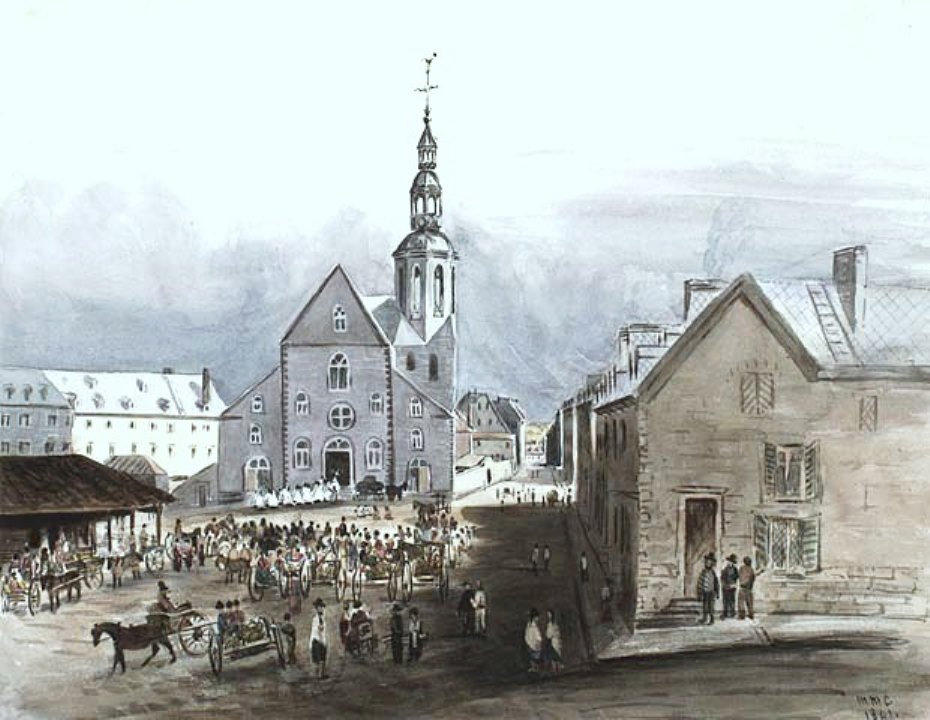
Jean Baillairgé a conçu et supervisé la construction du clocher et de l'intérieur de la Basilique-cathédrale Notre-Dame de Québec de 1786–1922.

En 1766, Baillairgé soumet un plan de reconstruction de la Basilique-cathédrale Notre-Dame de Québec, qui avait été incendiée pendant la guerre. D'abord approuvé, son plan est par la suite rejeté par le nouvel évêque, Jean-Olivier Briand, qui s'oppose à sa simplification du plan de l'édifice. Il menace alors de quitter la province, mais son plan de reconstruction du clocher de la cathédrale est approuvé en 1770, ce qui relance sa carrière. À partir de ce moment il participe comme entrepreneur à la construction et à la décoration intérieure de plusieurs églises des environs de Québec. 
Jean Baillairgé tient une place importante dans l'histoire de l'art et l'architecture au Québec après la conquête. Peut-être plus que pour son travail, il est important pour avoir été le fondateur de la dynastie des Baillairgé, qui a eu un rôle de premier plan dans ce domaine de l'art québécois et l'histoire de l'architecture. Son fils, François Baillairgé, a travaillé avec son père et a continué la contribution familiale à l'art et l'architecture. Un autre fils, Pierre-Florent, a contribué de manière significative en tant que sculpteur et menuisier.